# Gülcan und Collien ziehen aufs Land
Gülcan und Collien ziehen aufs Land ist eine deutsche Doku-Soap mit Collien Fernandes und Gülcan Kamps. Produziert wurde das Format, dessen Vorlage The Simple Life ist, von dem Kölner Ableger der international agierenden Fernsehproduktionsfirma Eyeworks, Regisseur war Daniel van Moll. Gedreht wurde im Mai 2008 im oberbayerischen Grainbach. Die Sendung wurde von dem Privatsender ProSieben ausgestrahlt.

## Inhalt
Gülcan und Collien machen ein Praktikum auf einem bayerischen Bauernhof. In der teils inszenierten Handlung drücken sie sich vor Arbeiten wie Melken oder Stallausfegen.

## Kritiken
- ...Umso erstaunlicher, dass ausgerechnet Gülcan und Collien authentischer wirken als ihre bodenständigen Arbeitgeber auf Zeit. Mögen sie in ihrer verwöhnten Markensucht eine Zumutung für jeden Intellekt sein – wenn Kamps, die Bäckererbengattin aus Lübeck, beim Anblick einer kackenden Kuh bekennt, hinterher in Therapie zu müssen, und das Hamburger Ex-Model Fernandes rehäugig zugibt, sie habe noch nie ein Ei aufgeschlagen, sind beide schonungslos ehrlich... Der SPIEGEL
- ...Am Ende lag die Quote nur noch im einstelligen Bereich und damit weit unterm ProSieben-Schnitt. Eine Weiterführung wie beim US-Vorbild "The Simple Life", das es auf fünf Staffeln brachte, ist nicht zu befürchten.... STERN
- ...Für die Produzenten möglicherweise überraschender als für den kritischen Zuschauer, scheiterte das TV-Experiment... RP ONLINE